# 弗朗索瓦·吉洛
弗朗索瓦·吉洛（法語：Marie Françoise Gilot，1921年11月26日—2023年6月6日），法國畫家，評論家和暢銷書作家。1973年，弗朗索瓦·吉洛被任命為學術期刊弗吉尼亞伍爾夫季刊的藝術總監。1976年，她成為南加州大學美術系的董事會成員。她在那裡舉辦暑期課程並擔任組織職務，直到1983年。在整個20世紀80年代和90年代，她為紐約古根海姆的製作設計了服裝，舞台佈景和面具。她於1990年被授予騎士榮譽騎士勳章。
在1943年到1953年，她也被稱為巴勃羅·畢卡索的情人和藝術繆斯，他們有兩個孩子，克勞德和帕洛瑪，兩人並沒有結婚。她後來先後嫁給了呂克西蒙和美國疫苗先驅約納斯·沙克 。

## 早年生活
弗朗索瓦·吉洛出生於法國塞納河畔訥伊，父母為埃米爾·吉洛(Emile Gilot)和瑪德琳·雷諾特·吉洛(Madeleine Renoult-Gilot)。 她的父親是一名商人和農學家 ，她的母親是一位水彩畫家。 她的父親是一個嚴格的人，弗朗索瓦·吉洛在小時候開始用左手寫字，但在四歲時，她的父親強迫她用右手寫字，結果弗朗索瓦·吉洛變得可以雙手並用。 她在五歲時決定成為一名畫家，第二年，她的母親在藝術方面輔導她，從水彩畫和印度墨水開始，之後再由她母親的藝術老師Mlle教導她。她在劍橋大學和British Institute in Paris（現在的University of London Institute in Paris）學習英國文學 。 在成為一名律師的培訓期間，眾所周知弗朗索瓦·吉洛會翹掉早上的法律課程來追求她真正的熱情——藝術。她於1938年畢業於索邦大學 ，獲得哲學學士學位，1939年畢業於劍橋大學 ，獲得英語學位。弗朗索瓦·吉洛於1943年在巴黎首次展出繪畫作品。

## 學校
弗朗索瓦·吉洛的父親埃米爾是一名受過良好教育的人，曾經是一名化學品製造商和農學家，他希望他的女兒能像他一樣接受教育，並且非常密切地監督女兒的學習。弗朗索瓦·吉洛從小就開始在家裡接受輔導，在她六歲時就對希臘神話有豐富的知識。十四歲時，她在閱讀愛倫·坡、夏爾·皮耶·波特萊爾和阿爾弗雷德·雅里的書。弗朗索瓦·吉洛的父親希望她能夠去學校成為一名科學家或律師，她經常光顧歐洲的博物館，了解並獲得對大師的讚賞。 當弗朗索瓦·吉洛十七歲時，就讀於巴黎索邦大學和British Institute in Paris，並獲得哲學學士學位，而她也在劍橋大學獲得了英語文學學位。在1939年期間，弗朗索瓦·吉洛的父親仍然希望她完成國際法學位，並且出於擔心巴黎在戰爭期間遭到轟炸，她被派往法國雷恩開始上法學院。19歲時，她放棄了法律學習，將自己的生命奉獻給藝術，並受到了藝術家恩德雷·羅茲達的指導。1942年，多次放棄法律後，弗朗索瓦·吉洛回歸順應父親的堅持，隔年學習法律，通過了筆試，但未能通過口試。

## 畢卡索
1943年春天，在一个餐馆里，21岁的吉洛遇见了当时61岁的毕加索。毕加索的情人多拉·玛尔在意识到她将要被更年轻的艺术家代替后，感到相当痛苦。1946年，吉洛和毕加索开始同居。他们在一起差不多十年，畅享艺术。毕加索的老朋友马蒂斯也很喜欢吉洛，声称要给吉洛画一副肖像画，身体是淡蓝色的，而头发是叶绿色的。毕加索按马蒂斯说的那样为吉洛创作了《女人花》。
很多艺术史家都认为吉洛和毕加索的恋情缩短了她的艺术生涯。因为吉洛离开毕加索后，毕加索告诉所有他认识的艺术代理人不准买吉洛的作品。吉洛自己也意识到，继续把她和毕加索联系在一起看待，“对她作为艺术家来说是有伤害的”。
毕加索和吉洛从未结婚，但他们育有两个孩子，因为毕加索保证会关爱照顾他们的孩子。他们的儿子克劳德·毕加索生于1947年，女儿帕洛玛·毕卡索生于1949年。毕加索和吉洛在一起的十年，吉洛除了经常在巴黎的街上被毕加索的妻子欧嘉·科克洛瓦骚扰外，还会受到来自毕加索的身体虐待。他们分开十一年后，也就是 1964年，吉洛和艺术评论家卡尔顿·莱克一起创作出版了《与毕加索的生活》，这本书被翻译成数十种语言售出超过百万本。此举激怒了毕加索，他试图阻止该书出版，但最终败诉。此后，毕加索拒绝再见克劳德和帕洛玛。 这本书的收益也全部用来帮助克劳德和帕洛玛成为毕加索的法定继承人。

## 晚年生活
2023年6月6日，弗朗索瓦·吉洛在紐約市去世，終年101歲。

## 外部連結
- Françoise Gilot Official site （页面存档备份，存于）
- 弗朗索瓦·吉洛在互联网电影资料库（IMDb）上的資料（英文）